# Русская Казинка
Ру́сская Кази́нка — деревня Войсково-Казинского сельского поселения Долгоруковского района Липецкой области.

## География
Деревня Русская Казинка находится на северо-западной окраине Долгоруковского района, в 26 км к северо-западу от села Долгоруково. Располагается на левом берегу реки Олым.

## История
Русская Казинка возникла в конце XVIII века переселенцами из Русской части села Чернава. Название «Казинка» от слова кази́стый, то есть хороший.
В «Списке населенных мест» Орловской губернии 1866 года, упоминается как деревня казённая «Казинка по Олыме», 40 дворов, 571 житель».
В 1880 году в Русской Казинке отмечено 79 дворов, в которых проживают 600 жителей.
По переписи населения 1926 года в Русской Казинке 149 дворов, 785 жителей. В 1932 году — 1260 жителей.
В 1941 году, во время Великой Отечественной войны, Русская Казинка была временно оккупирована гитлеровцами. 
30 ноября подразделения 45-й пехотной немецкой дивизии, форсировали реку Олым и заняли несколько рядом расположенных селений: Русскую Казинку, Николаевку, Веселое. 
10 декабря 1941 года, в ходе Елецкой наступательной операции бойцами 6-й дивизии Красной армии деревня Русская Казинка была освобождена.
До 1928 года деревня Русская Казинка в составе Чернавской волости Елецкого уезда Орловской губернии. В 1928 году вошла в состав Долгоруковского района Елецкого округа Центрально-Чернозёмной области. После разделения ЦЧО в 1934 году Долгоруковский район вошёл в состав Воронежской, в 1935 — Курской, а в 1939 году — Орловской области. С 6 января 1954 года в составе Долгоруковского района Липецкой области.

## Население
| 2010 |
| ---- |
| 101  |

## Транспорт
Русская Казинка связана грунтовыми дорогами с деревнями Лутовка, Лобовка, селом Войсковая Казинка.